# Ivan Hrušovský
Ivan Hrušovský (23. února 1927 Bratislava – 5. října 2001 tamtéž) byl slovenský hudební skladatel a teoretik.

## Život
Narodil se 23. února 1927 v Bratislavě. Jeho otec, Ján Hrušovský, byl známý slovenský spisovatel a matka Růžena roz. Pinkasová, pocházela z Čech. Rodina se v roce 1940 přestěhovala do Žiliny, kde Ivan studoval na gymnáziu a na hudební škole. Po maturitě v roce 1947 studoval na bratislavské konzervatoři skladbu u Alexandra Moyzese a současně hudební vědu, filosofii a estetiku na Filozofické fakultě Univerzity Komenského v Bratislavě. Ve studiu skladby pokračoval v letech 1952–1957 na Vysoké škole múzických umění v Bratislavě opět u Alexandra Moyzese. V té době již působil jako externí pracovník Ústavu hudební vědy Slovenské akademie věd a od roku 1953 jako asistent a později odborný asistent u profesora Oty Ferenczyho na Vysoké škole múzických umění.
V roce 1966 se stal kandidátem věd o umění, v roce 1968 docentem hudební teorie a v roce 1984 profesorem skladby. Od roku 1990 působil na Katedře hudební výchovy a estetiky Fakulty humanitních věd Univerzity Mateja Bela v Banské Bystrici.
Za svou pedagogickou i skladatelskou činnost obdržel řadu ocenění. Mimo jiné byl v roce 1965 vyznamenán Cenou Jána Levoslava Bellu za cyklus kantát "Proti smrti" (Hirošima, Biela breza, sestra moja a Sen o človeku).

## Dílo

### Velké vokální skladby
- 1999 Rekviem na záver tisícročia pre recitátora, soprán, tenor, organ, miešaný zbor, plechové a bicie nástroje.
- 1985 Canticum pro pace. Oratórium pre recitátorku, mezzosoprán a bas, miešaný zbor a veľký orchester.
- 1964 Sen o človeku. Melodramatická kantáta pre recitátora, soprán, miešaný zbor a orchester.
- 1961 Hirošima. Kantáta pre recitátora, koloratúrny soprán, barytón, miešaný zbor a veľký orchester.
- 1959 Pod Kriváňom. Kantáta pre miešaný zbor a malý orchester.

### Orchestrální skladby
- 1996 Symfónia č. 2 „Spomienková“ pre komorný orchester a klavír
- 1988 rev. 1993 Symfónia č. 1 pre veľký sláčikový orchester
- 1986 Hudba k Vincentovi Hložníkovi, symfonická freska
- 1986 Malá romanca na motív z Andersena pre komorný sláčikový orchester
- 1980 Suita quasi una fantasia pre komorný sláčikový orchester
- 1979 Konfrontácie pre veľký orchester
- 1970 Musica nocturna per archi
- 1966 Passacaglia na vlastnú tému pre veľký orchester
- 1963 Koncertantná predohra pre sláčikový orchester
- 1961 Slávnostný pochod pre symfonický orchester
- 1960 Dve slovenské tanečné fantázie pre orchester
- 1960 Tatranská poéma, symfonický obraz pre orchester
- 1957 Koncert pre klavír a orchester
- 1955 Pastorálna suita pre malý orchester

### Nástroje sólo
- 1994 Sedem bagatel
- 1993 Dve romantické fúgy a postlúdiá
- 1993 Osem variácií na Beethovenovu tému
- 1993 Fuga in F a 3 voci per organo
- 1992 Musica Paschalis pre organ
- 1986 Fantázia, introdukcia a fúga v starom slohu pre klavír
- 1986 Suita pre dva klavíry alebo pre klavír štvorručne
- 1984 Nokturno k vernisáži pre flautu
- 1984 Musica rustica per flauto solo
- 1970 Sonáta č. 2 (Tri skladby pre klavír)
- 1970 Toccata chromatica pro klavír
- 1977 Tri skladby pre čembalo
- 1977 Sonata in modo classico per il clavicembalo
- 1969 Sonáta pre husle
- 1965 Sonáta
- 1958 Toccata
- 1953 Sonatína op. 1

### Komorní hudba
- 2000 Trio pre husle, violončelo a klavír vo forme 9 variácií a chorálového interlúdia na tému 2. časti (Adagio ma non tanto) zo 6. Brandenburského koncertu B dur (BWV 1051) Johanna Sebastiana Bacha
- 1999 Trio pre husle, violu a violončelo
- 1995 Lamento 94/95, duo pre husle a violu
- 1995 Sláčikové kvarteto č. 3
- 1994 Sonáta č. 2 pre husle a klavír
- 1992 Elégia in memoriam Milan Šimečka pre recitátora a sláčikové sexteto, TEXT Jaroslav Seifert, Milan Rúfus
- 1990 Sláčikové kvarteto č. 2 na pamiatku Richarda Rybariča
- 1987 Septetino pre flautu, klarinet in B, fagot, lesný roh, husle, violu a violončelo
- 1985 Elégia pre mezzosoprán a violu
- 1983 Sláčikové kvarteto č. 1
- 1983 Dialoghi in ritmo per organo e percussioni, rytmické dialógy
- 1980 Tri kánony pre husle a čembalo alebo klavír
- 1979 Za milým. Dve ľúbostné piesne pre mezzosoprán, flautu, harfu alebo klavír, cimbal, violu a violončelo
- 1963 Suita piccola pre violončelo a klavír
- 1963 Combinazioni sonoriche per 9 stromenti. Nonet pre flautu, hoboj, basový klarinet in B, trúbku in C, vibrafón, klavír, husle, violu a violončelo
- 1954 Sonáta č. 1 pre husle a klavír

### Scénická hudba
- 1963 William Shakespeare: Búrka
- 1963 Sofokles: Oidipus rex
- 1961 Štefan Králik: Jastraby
- 1960 Š. Bártošová: Spev o vlasti
- 1960 Onedlho bude svitať

### Elektroakustické skladby
- 1981 Omilienci chodia. Elektroakustická montážna úprava troch ženských ľudových piesní a zvolávačiek z Važca a Východnej pre ženský zbor a cappella
- 1976 Ideé fixe
- 1975 Horička vysoká. Elektroakustická montáž kysuckých ľudových piesní
- 1973 Invokácia

Kromě toho zkomponoval řadu sborů na světské i religiozní texty.